# Condado de Fangzheng
El Condado Fangzheng (方正县 ; pinyin : Fāngzhèng Xiàn) es una subdivisión administrativa de la provincia china de Heilongjiang eb la jurisdicción de la prefectura de Harbin de unos 225233 habitantes en 1999.